# Mauro Manotas
Mauro Andrés Manotas Páez (Sabanalarga, 15 juli 1995) is een Colombiaans voetballer die doorgaans speelt als spits. In juli 2022 verruilde hij Club Tijuana voor Atlas.

## Clubcarrière
Manotas speelde in de jeugd van Uniautónoma en beleefde ook uiteindelijk zijn doorbraak bij deze club. Na vijfentwintig competitiewedstrijden verkaste de spits in mei 2015 naar Houston Dynamo. Hier maakte de Colombiaan zijn debuut op 27 juni 2015, toen met 2–0 verloren werd van FC Dallas door een eigen doelpunt van Jermaine Taylor en een treffer van Fabián Castillo. Manotas moest van coach Owen Coyle op de reservebank beginnen en hij viel tien minuten voor tijd in voor Will Bruin. Op 10 september 2016 viel zijn eerste doelpunt in de Major League Soccer. Op bezoek bij Sporting Kansas City tekende hij op aangeven van Óscar Boniek García voor de aansluitingstreffer nadat de thuisploeg op voorsprong was gekomen door goals van Jacob Peterson en Roger Espinoza. Alex Monteiro de Lima zette de twee ploegen op gelijke hoogte, waarna Dom Dwyer Sporting Kansas City opnieuw op voorsprong zette. In de drieënnegentigste minuut zorgde Raúl Rodríguez alsnog voor een punt voor Houston Dynamo: 3–3.
In januari 2021 werd Manotas voor een bedrag van circa drieënhalf miljoen euro overgenomen door Club Tijuana. Medio 2022 verkaste hij naar Atlas. Hier liep hij in zijn eerste wedstrijd een blessure op aan zijn voorste kruisband, die hem zeker de rest van het kalenderjaar uit de roulatie liet zijn.

## Clubstatistieken
| Seizoen | Club           | Competitie          | Competitie | Competitie | Beker | Beker | Internationaal | Internationaal | Totaal | Totaal |
| Seizoen | Club           | Competitie          | Wed.       | Dlp.       | Wed.  | Dlp.  | Wed.           | Dlp.           | Wed.   | Dlp.   |
| ------- | -------------- | ------------------- | ---------- | ---------- | ----- | ----- | -------------- | -------------- | ------ | ------ |
| 2014    | Uniautónoma    | Primera A           | 12         | 3          | 9     | 2     | —              | —              | 21     | 5      |
| 2015    | Uniautónoma    | Primera A           | 13         | 2          | 3     | 0     | —              | —              | 16     | 2      |
| 2015    | Houston Dynamo | Major League Soccer | 9          | 0          | 3     | 1     | —              | —              | 12     | 1      |
| 2016    | Houston Dynamo | Major League Soccer | 22         | 6          | 3     | 3     | —              | —              | 25     | 9      |
| 2017    | Houston Dynamo | Major League Soccer | 37         | 11         | 0     | 0     | —              | —              | 37     | 11     |
| 2018    | Houston Dynamo | Major League Soccer | 33         | 19         | 4     | 6     | —              | —              | 37     | 25     |
| 2019    | Houston Dynamo | Major League Soccer | 32         | 13         | 0     | 0     | 4              | 2              | 36     | 15     |
| 2020    | Houston Dynamo | Major League Soccer | 20         | 3          | 0     | 0     | —              | —              | 20     | 3      |
| 2020/21 | Club Tijuana   | Liga MX             | 17         | 5          | 0     | 0     | —              | —              | 17     | 5      |
| 2021/22 | Club Tijuana   | Liga MX             | 30         | 5          | 0     | 0     | —              | —              | 30     | 5      |
| 2022/23 | Atlas          | Liga MX             | 8          | 0          | 0     | 0     | 3              | 0              | 11     | 0      |
| 2023/24 | Atlas          | Liga MX             | 9          | 0          | 0     | 0     | —              | —              | 9      | 0      |
| 2024/25 | Atlas          | Liga MX             | 0          | 0          | 0     | 0     | 1              | 0              | 1      | 0      |
| Totaal  | Totaal         | Totaal              | 242        | 67         | 22    | 12    | 8              | 2              | 272    | 81     |

Bijgewerkt op 18 juni 2025.